# صبغي 4
الصبغي البشري الرابع (بالإنجليزية: Chromosome 4)‏ هو أحد 23 زوجاً صبغياً بشرياً، والشخص الطبيعي يملك زوجاً من هذا الصبغي، ويحوي الصبغي 186 مليون زوج من أسسس الدنا وتم تحديد 757 مورثة ويحتاج بعضها لتأكيد على مستوى البروتين ويشكل الصبغي حوالي 6.5% من دنا الخلية.